# Devoto (Córdoba)
Devoto es una localidad del departamento San Justo, provincia de Córdoba, Argentina. Limita con las localidades de Jeanmaire y San Francisco.

## Ubicación y toponimia
Se encuentra en la Ruta Nacional 19, a 190 km al este de la ciudad de Córdoba, a 20 km al oeste de la ciudad de San Francisco, a 150 km de la Ciudad de Santa Fe.
Lleva ese nombre en homenaje al fundador de la localidad, Fortunato Devoto.

## Población
Cuenta con 7050 habitantes (Indec, 2022), frente a los 6057 habitantes (Indec, 2010), que se había incrementado un 8% frente a los 5597 habitantes (Indec, 2001).
| Gráfica de evolución demográfica de Devoto entre 1991 y 2022 |
|                                                              |
| Fuente: Censos nacionales del INDEC                          |

## Deporte
En esta localidad se encuentra el club Sociedad Sportiva Devoto, en el cual se pueden practicar diversos deportes, como fútbol, básquet, vóley, tenis, natación, paddle, bochas y gimnasio. También se encuentran instituciones deportivas como el Centro Vecinal Noroeste y el Devoto Bochas Club.

## Colonización
A fines del siglo XIX y comienzos del siglo XX, la zona recibió una fuerte inmigración española e italiana, provenientes principalmente del norte del país.

## Economía
La actividad principal en la agricultura - el cultivo de soja, maíz y trigo - y la ganadería, sobre todo la actividad tambera, ya que se encuentra en una región con una fuerte actividad productora de lácteos.
También se encuentra ubicada una planta de la empresa cooperativa SanCor, en la cual se elabora manteca, crema y leche en polvo. Otras fábricas son las empresas Capyc Plásticos y Capyc Dulces.

## Estación Experimental Devoto
Unidad que perteneció al Ministerio de Agricultura de la Nación. En esa estación se sembró la primera parcela de soja en la Argentina, en 1908

## Santo Patrono
- 19 de marzo, día de San José.

## Hermanamiento
Se ha producido con Bagnolo Piemonte, Cuneo (Italia).

## Parroquias de la Iglesia católica en Devoto
| Diócesis  | San Francisco |
| --------- | ------------- |
| Parroquia | San José      |